# علم ميشيغان

علم حاكم ولاية ميتشيغان

اعتمد علم ولاية ميشيغان الأمريكية في يوم 26 حزيران - يونيو من سنة 1911 حيث يتألف من شعار نبالة الولاية على خلفية زرقاء اللون. بينما اعتمد علم حاكم الولاية في يوم 1 آب - أغسطس من سنة 1911 وهو يتألف من شعار النبالة علة خلفية بيضاء اللون.

## التصميم
يصور العلم درعًا أزرق تشرق عليه الشمس فوق بحيرة وشبه جزيرة، ورجلًا يده مرفوعة يمثل السلام ويمسك بمسدس طويل يمثل الكفاح من أجل الدولة والأمة كدولة حدودية.
اُشْتُقَّتِ الأيائل والموز من شعار شركة (Hudson's Bay Company)، وتصور الحيوانات العظيمة في ميشيغان. يمثل النسر الولايات المتحدة التي شكلت ولاية ميشيغان من الإقليم الشمالي الغربي.
يتميز التصميم بثلاثة شعارات لاتينية. من أعلى إلى أسفل هم:
1- على الشريط الأحمر: (E Pluribus Unum) تعني من بين الكثيرين واحد، شعار الولايات المتحدة.

2- على الدرع الأزرق الفاتح: (Tuebor) تعني سأدافع.

3- على الشريط الأبيض: (Si Quæris Peninsulam Amœnam Circumspice) تعني إذا كنت تبحث عن شبه جزيرة ممتعة، فابحث عنك. (شعار الدولة الرسمي).

إنها واحدة من ثمانية أعلام للولايات الأمريكية تتميز بنسر، إلى جانب أعلام إلينوي وأيوا ونيويورك وداكوتا الشمالية وأوريجون وبنسلفانيا ويوتا.